# ラトビアのユーロ硬貨

ユーロのシンボル

ラトビアのユーロ硬貨（ラトビアのユーロこうか）では、ラトビアにおけるユーロ硬貨について記述する。
ユーロ (EUR, €) は、欧州連合に加盟している多くの国で使われている通貨である。
ユーロ硬貨の片面はユーロ圏全域共通のデザイン、もう片面は各国の独自のデザインとなっている。各国共通の表面の詳細はユーロ硬貨を参照。2ユーロ硬貨以外の縁（へり）のデザインもまた、全域で共通である。独自デザインとされている裏面も、欧州連合を象徴する12個の星と発行年を西暦で表示することは共通である。
ラトビアのユーロ硬貨は、2006年7月にラトビア国立銀行のWebサイトで発表された。1セント、2セント、5セント硬貨にはラトビアの小国章が、10セント、20セント、50セント硬貨にはラトビアの大国章が、そして1ユーロ、2ユーロ硬貨は「ラトビアの乙女」が描かれる。「ラトビアの乙女」とは戦前の5ラッツ硬貨に描かれていた女性の肖像画である。
ラトビアでは2014年に従来のラッツに代わってユーロが導入された。2015年には記念硬貨として5ユーロ硬貨が限定発売されたが、これにはラトビアでは有名な童話「5匹の猫」が描かれている。